# Matões do Norte
Matões do Norte es una ciudad y un municipio del estado del Maranhão, en la microrregión de Itapecuru Mirim, Mesorregión del Norte Maranhense. El municipio tiene cerca de 7 700 habitantes y 747 km². Fue creado en 1997.